# AtWar
AtWar, tot 2013 bekend als Afterwind, is een in-browser strategiespel.
AtWar lijkt op het bordspel Risk. Alle spelers doen hun activiteiten in beurten die variëren van een minuut tot 48 uur, afhankelijk van de instellingen. Doel is om de vijandelijke spelers te verslaan met behulp van het eigen leger. Om een eigen leger op te bouwen heeft de speler inkomsten nodig die hij kan genereren door landen en steden te veroveren. Door spellen te winnen verdient de speler SP (Strategy Points), die kunnen worden gebruikt om upgrades te kopen. AtWar is gratis, alhoewel er een premiumversie is met meer mogelijkheden.
Elk spel verloopt anders. Dit komt doordat de speler allianties kan aangaan met medespelers, om samen een vijand te verslaan. Het is echter ook mogelijk om het op een vrede te houden. De spelleider kan ook hebben gekozen voor een ieder-voor-zich scenario, vredes en allianties zijn dan niet mogelijk. Per spel kunnen maximaal 20 mensen meedoen. Standaard wordt er gespeeld met een kaart van de echte wereld, waarbij grotere landen zijn opgedeeld in gebieden. Het is voor premiumleden echter ook mogelijk om eigen kaarten aan te maken, die vervolgens gedeeld kunnen worden met alle spelers Er zijn vele soorten kaarten, zo is het mogelijk om in bepaalde gebieden van de basiswereldkaart te spelen, zoals Europa. Er zijn echter tal van kaarten die werelden uit bijvoorbeeld Fantasyfilms voorstellen. AtWar kent ook een forum met veel informatie over het spel. Er is ook de mogelijkheid om coalities of clans te vormen. Er kunnen dan clanoorlogen plaatsvinden, waarbij de twee clans tegen elkaar vechten.

## Versterkingen & geld
Er zijn twee aspecten in AtWar die de legergrootte bepalen: versterkingen en geld.
VersterkingenVersterkingen stelt de hoeveelheden troepen voor die per stad erbij krijgt per  drie beurten. Dat verschilt per stad; een grote stad krijgt meer versterkingen dan een kleine.
GeldGeld is een van de meest belangrijke aspecten in het spel dat spelers moeten beheren. De speler kan er versterkingen mee kopen en het leger er mobiel mee houden (een legereenheid kost per beurt 10% van zijn aankoopprijs). De speler kan ook geld naar zijn bondgenoot sturen. Geld wordt verkregen via steden. Hoe langer een speler een stad in zijn bezit heeft, hoe meer geld dit per beurt oplevert. Heeft de speler in een land alle steden in zijn bezit, dan krijgt hij per beurt een extra bonus.

## Strategieën
Een andere mogelijkheid in AtWar is de strategiekeuze. Zo kan een speler enkele eenheden beter laten vechten, ten koste van andere. Zo is er de perfecte defensiestrategie, die je infanterie beter maakt ten koste van tanks.

### Standaard Strategieën
Geen strategieGeen veranderingen in legereenheden.
Ongenadige AanvalBetere aanvalseenheden, slechtere verdedigingseenheden.
Perfecte DefensieBetere verdediging, slechtere aanvalseenheden.
Marine-aanvoerderBetere marine, slechter landleger.

### Strategieën verkrijgbaar door SP
ImperialistGoedkopere eenheden, slechtere aanval voor alle eenheden.
LuchtdreigingBetere luchtmacht, slechtere landmacht.
Meester van de VerborgenheidVerborgen eenheden goedkoper, slechtere aanvalseenheden.
BlitzkriegTroepen hebben een grotere actieradius, maar slechtere verdediging. Deze strategie is gebaseerd op de Duitse strategie Blitzkrieg.
Guerrilla-oorlogsvoeringBetere verdediging voor secundaire landeenheden, verborgen eenheden goedkoper, slechtere defensie- en aanvalseenheden.